# Chemin de fer Yverdon-Sainte-Croix

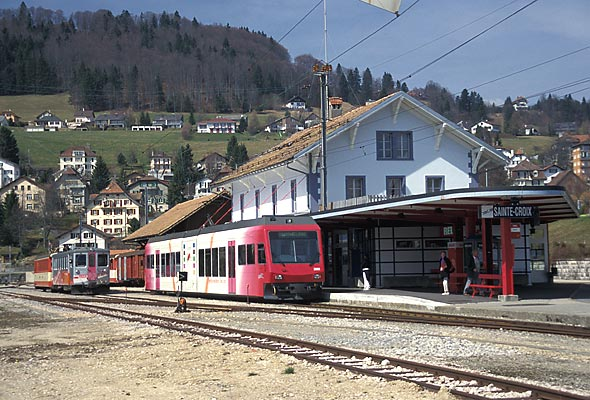
Gare de Sainte-Croix avec une rame construite par Stadler.

La ligne Yverdon – Sainte-Croix (YSC) est une ligne de chemin de fer longue de 24 km, à voie unique et à écartement métrique, reliant la gare d'Yverdon-les-Bains à Sainte-Croix et une ancienne entreprise ferroviaire.
Sa direction fusionne en 2001 avec d'autres compagnies de transport de la région pour devenir les Transports Vallée de Joux, Yverdon-les-Bains, Sainte Croix (Travys).
| Ligne | Caractéristiques | Caractéristiques                          | Caractéristiques                          | Caractéristiques                          | Caractéristiques                          | Caractéristiques                              | Caractéristiques                          | Caractéristiques                          | Caractéristiques                          |
| 212   | Ligne de Yverdon-les-Bains à Sainte-Croix | Ligne de Yverdon-les-Bains à Sainte-Croix | Ligne de Yverdon-les-Bains à Sainte-Croix | Ligne de Yverdon-les-Bains à Sainte-Croix | Ligne de Yverdon-les-Bains à Sainte-Croix | Ligne de Yverdon-les-Bains à Sainte-Croix     | Ligne de Yverdon-les-Bains à Sainte-Croix | Ligne de Yverdon-les-Bains à Sainte-Croix | Ligne de Yverdon-les-Bains à Sainte-Croix |
| 212   | Yverdon-les-Bains ⥋ Sainte-Croix | Yverdon-les-Bains ⥋ Sainte-Croix          | Yverdon-les-Bains ⥋ Sainte-Croix          | Yverdon-les-Bains ⥋ Sainte-Croix          | Yverdon-les-Bains ⥋ Sainte-Croix          | Yverdon-les-Bains ⥋ Sainte-Croix              | Yverdon-les-Bains ⥋ Sainte-Croix          | Yverdon-les-Bains ⥋ Sainte-Croix          | Yverdon-les-Bains ⥋ Sainte-Croix          |
| ----- | --- | ----------------------------------------- | ----------------------------------------- | ----------------------------------------- | ----------------------------------------- | --------------------------------------------- | ----------------------------------------- | ----------------------------------------- | ----------------------------------------- |
| 212   | Ouverture / Fermeture 1893 / — | Longueur 24 km                            | Durée 36 min                              | Nb. d’arrêts 9                            | Matériel —                                | Jours de fonctionnement L, Ma, Me, J, V, S, D | Jour / Soir / Nuit / Fêtes O / O / N / O  | Voy. / an —                               | Exploitant TRAVYS                         |
| 212   | Desserte : - Ville et lieux desservis : Yverdon-les-Bains, Montagny-près-Yverdon, Valeyres-sous-Montagny, Essert-sous-Champvent, Vuitebœuf, Baulmes et Sainte-Croix - Gare de correspondances : Gare d'Yverdon-les-Bains |                                           |                                           |                                           |                                           |                                               |                                           |                                           |                                           |
| 212   | Autre : - Zones traversées : 40, 46, 47, 114, 120 et 121 - Amplitudes horaires : de 05:00 à 00:00 / 31 par jour en semaine (2 par heure), 23 le samedi et dimanche (env. 1 par heure) - Particularités : Halte de Trois-villes supprimée dès le changement d'horaire 2021 - Date de dernière mise à jour : 12 décembre 2021. |                                           |                                           |                                           |                                           |                                               |                                           |                                           |                                           |
| 212   | Dernière actualisation : — |                                           |                                           |                                           |                                           |                                               |                                           |                                           |                                           |

## Histoire
Dès la moitié du XIXe siècle, on considère la construction d'une voie de chemin de fer reliant Yverdon à Pontarlier, en passant par Sainte-Croix. En 1860, le projet fut abandonné en raison de l'élévation importante du Col des Étroits et de la rareté des localités desservies sur le parcours. On lui préféra la ligne du Franco-Suisse qui reliait Neuchâtel à Pontarlier par le Val de Travers.
En 1873, un géomètre proposa un second projet, au tracé fort similaire au premier. Mais à peu près en même temps, le peuple vaudois rejeta le projet de loi de l’État concernant les subsides accordés aux chemins de fer régionaux. Ne pouvant plus bénéficier de ces subsides, le projet cessa.
En 1887, le projet fut relancé une troisième fois. Quatre tracés étaient alors évalués :
- Un tracé de 21,5 kilomètres passant par Baulmes, avec un pont au-dessus des gorges de Covatannaz et rebroussement à La Côte. Une variante prévoyait de traverser Vuiteboeuf, d'où on s'acheminerait à La Côte avec une voie à crémaillère.
- Un autre tracé de 21,5 kilomètres, avec rebroussement à Baulmes, passage à Vuiteboeuf et rebroussement à La Côte.
- Une modification du premier projet, avec une halte entre Peney et Vuiteboeuf, puis rebroussement à La Côte comme au projet 1.
- Un tracé de 16,3 kilomètres, avec un détour jusqu'à Six-Fontaines puis un tunnel sous le Mont de Baulmes[1].

C'est ce dernier tracé qui sera choisi, et en 1887, la confédération accorde la concession.
En 1892 débutent les travaux.

Les subsides cantonaux peinent à subvenir aux besoins de la construction. Toutefois, William Barbey, député et homme d'affaires de Valeyres-sous-Rances, annonce qu'il financera le projet. Membre des Assemblées des Frères, William Barbey pose une seule condition : que les trains ne circulent pas le dimanche. Lors du discours d'inauguration du 17 novembre 1893, il justifie sa décision :
M. Barbey déclare ensuite que l'idée de la construction d'un chemin de fer sans trafic dominical lui est venue ensuite de la création des billets du dimanche sur le Jura-Simplon, création qui l'avait indignée. C'est pour protester contre les billets du dimanche qu'il a fait l'Y.-Ste-C. Il faut que le dimanche soit le jour du repos, et que les 35 employés de l'Y.-Ste-C. ne soient pas des esclaves de notre égoïsme ce jour-là.
La condition est acceptée, amendée toutefois d'un délai d'application de 25 ans.
Le 17 novembre 1893, la ligne est inaugurée.
Dès 1918, le train circule le dimanche, ce que son fondateur, fervent croyant, avait interdit jusqu'à son décès.
En 1945, on procède à l'électrification de la ligne.
Depuis 1950 : utilisation d'un système de truks porteurs, permettant de transporter des wagons de marchandise à voie normale.
Le 14 février 1976, deux convois se percutent sur la ligne entre les gares d'Essert-sous-Champvent et Valeyres-sous-Montagny. La collision qui s'est produite vers 10 h 35, a fait sept morts et quarante-trois blessés.
En 1981, dans le cadre de la modernisation de son matériel roulant, la compagnie abandonne la 1re classe. Cette dernière est réintroduite avec la commande de nouveau matériel roulant qui sera mis en service en décembre 2016.
Au changement d'horaire de décembre 2020, la gare de Trois-Villes ne sera plus desservie. Ne disposant pas de quai pour les voyageurs, elle ne répond plus aux normes. En 2020 toujours, la gare de Sainte-Croix connaît d'importants travaux : démolition du dépôt construit en même temps que la ligne, reconstruction d'un autre dépôt moderne permettant des petites réparations, un nouveau quai, et nouveaux passages a niveaux. Les travaux seront terminés en 2021.

## Caractéristiques

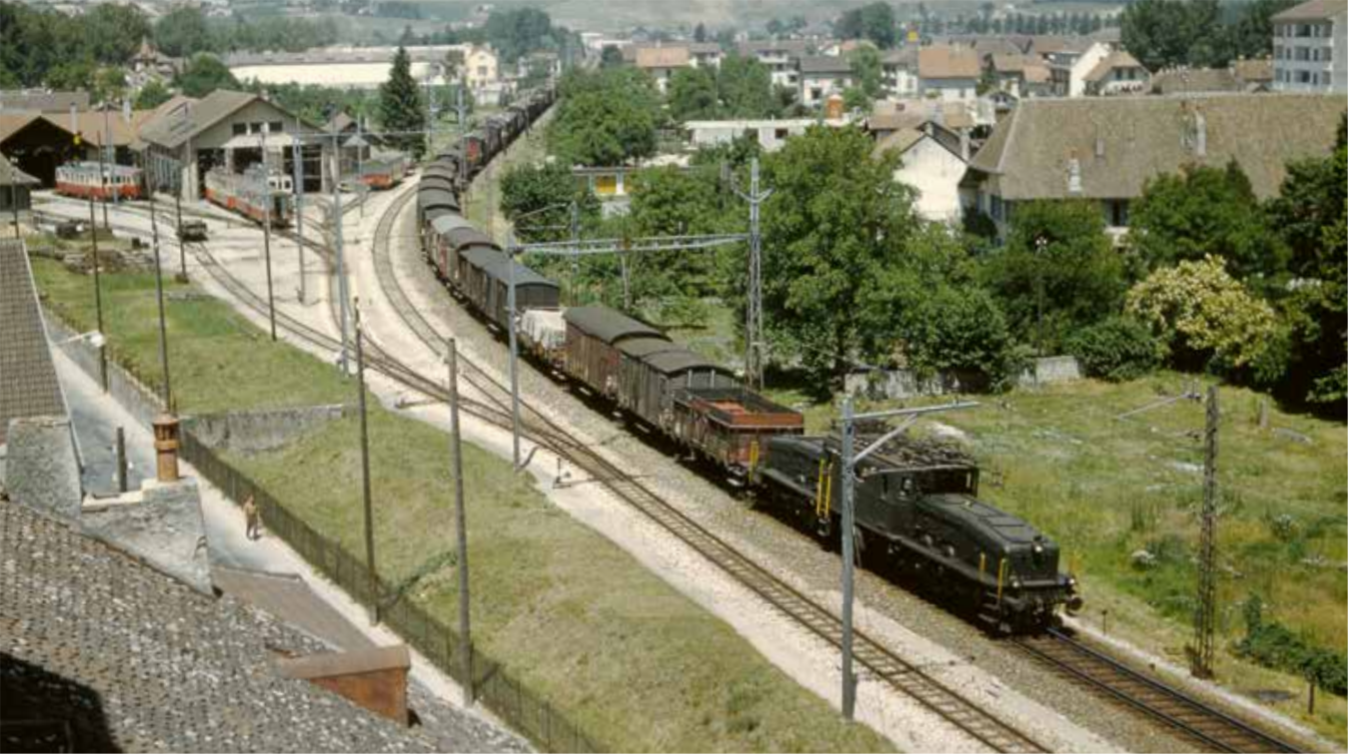
Le dépôt de Yverdon-les-Bains en 1963. En sortie de Yverdon-les-bains, la ligne pour Sainte-Croix longe la line CFF pour Neuchâtel

Subvention : 5,7 millions de francs suisses en 2005
- Longueur : 24 km
- Voie métrique
- Alimentation électrique 15 kV, 16,7 Hz, comme les CFF.
- Déclivité maximum : 44 ‰
- Voyageurs : 350 000 en 2004
- Taux de couverture : 16 % par les billets

## Matériel roulant

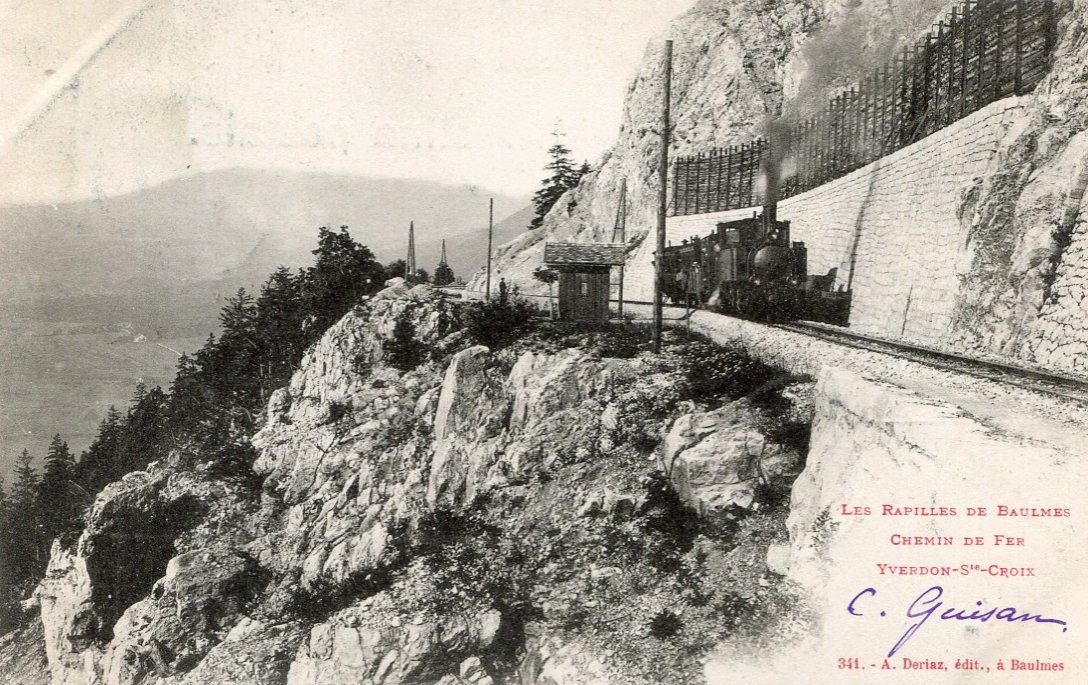
Une locomotive à vapeur d'Yverdon - Ste-Croix

À l'ouverture de la ligne, la compagnie disposait de trois machines à vapeur de type Mallet à quatre essieux et de vingt-huit voitures et trois fourgons à deux essieux.
Le 30 octobre 2013, la compagnie Travys annonce avoir signé un contrat de 30 millions de francs pour l'achat de trois nouvelles rames auprès de Stadler, ce qui permet d'assurer un horaire cadencé à la demi-heure depuis l'automne 2015.
| Véhicules circulant sur voie métrique (ligne Yverdon – Sainte-Croix)                                              | Véhicules circulant sur voie métrique (ligne Yverdon – Sainte-Croix) | Véhicules circulant sur voie métrique (ligne Yverdon – Sainte-Croix) | Véhicules circulant sur voie métrique (ligne Yverdon – Sainte-Croix) | Véhicules circulant sur voie métrique (ligne Yverdon – Sainte-Croix) | Véhicules circulant sur voie métrique (ligne Yverdon – Sainte-Croix)                    | Véhicules circulant sur voie métrique (ligne Yverdon – Sainte-Croix)                    | Véhicules circulant sur voie métrique (ligne Yverdon – Sainte-Croix) |
| Véhicules moteurs                                                                                                 | Véhicules moteurs                                                    | Véhicules moteurs                                                    | Véhicules moteurs                                                    | Véhicules moteurs                                                    | Véhicules moteurs                                                                       | Véhicules moteurs                                                                       | Véhicules moteurs                                                    |
| Désignation | Numéro UIC                                                           | Mise en service                                                      | Retrait                                                              | Nom de baptême                                                       | Remarque(s)                                                                             | Remarque(s)                                                                             | Photo                                                                |
| --- | -------------------------------------------------------------------- | -------------------------------------------------------------------- | -------------------------------------------------------------------- | -------------------------------------------------------------------- | --------------------------------------------------------------------------------------- | --------------------------------------------------------------------------------------- | -------------------------------------------------------------------- |
| Be 2/6 | 90 85 827 2000-3                                                     | 2001                                                                 |                                                                      | Mouvement Anciennement L'Arnon                                       | Anciennement Be 2/6I n°2000 - 69 129 km parcourus en 2020                               | Anciennement Be 2/6I n°2000 - 69 129 km parcourus en 2020                               |                                                                      |
| Be 2/6 | 90 85 827 2001-1                                                     | 2001                                                                 |                                                                      | Énergie Anciennement La Thièle                                       | Anciennement Be 2/6I n°2001 - 134 327 km parcourus en 2020                              | Anciennement Be 2/6I n°2001 - 134 327 km parcourus en 2020                              |                                                                      |
| Be 4/4 | 90 85 827 0001-3                                                     | 1981                                                                 |                                                                      | Yverdon-les-Bains                                                    | Anciennement Be 4/4II n°1 - 173 km parcourus en 2020                                    | Anciennement Be 4/4II n°1 - 173 km parcourus en 2020                                    |                                                                      |
| Be 4/4 | 90 85 827 3001-0                                                     | 2016                                                                 |                                                                      | Inspiration                                                          | Anciennement Be 4/4III n°3001 - 121 785 km parcourus en 2020                            | Anciennement Be 4/4III n°3001 - 121 785 km parcourus en 2020                            |                                                                      |
| Be 4/4 | 90 85 827 3002-8                                                     | 2016                                                                 |                                                                      | Inspiration                                                          | Anciennement Be 4/4III n°3002 - 131 006 km parcourus en 2020                            | Anciennement Be 4/4III n°3002 - 131 006 km parcourus en 2020                            |                                                                      |
| Be 4/4 | 90 85 827 3003-6                                                     | 2016                                                                 |                                                                      | Découverte                                                           | anciennement Be 4/4III n°3003 - 137 829 km parcourus en 2020                            | anciennement Be 4/4III n°3003 - 137 829 km parcourus en 2020                            |                                                                      |
| Be 4/4 | 90 85 827 3004-4                                                     | 2016                                                                 |                                                                      | Découverte                                                           | Anciennement Be 4/4III n°3004 - 81 405 km parcourus en 2020                             | Anciennement Be 4/4III n°3004 - 81 405 km parcourus en 2020                             |                                                                      |
| Be 4/4 | 90 85 827 3005-1                                                     | 2016                                                                 |                                                                      | Complicité                                                           | Anciennement Be 4/4III n°3005 - 118 294 km parcourus en 2020                            | Anciennement Be 4/4III n°3005 - 118 294 km parcourus en 2020                            |                                                                      |
| Be 4/4 | 90 85 827 3006-9                                                     | 2016                                                                 |                                                                      | Complicité                                                           | Anciennement Be 4/4III n°3006121 563 km parcourus en 2020                               | Anciennement Be 4/4III n°3006121 563 km parcourus en 2020                               |                                                                      |
| Ge 4/4 | 90 85 827 0021-1                                                     | 1950                                                                 |                                                                      | Yverdon-les-Bains / Sainte-Croix                                     | À l'origine Te 4/4 n°21 et renumérotée en 1977 en Ge 4/4 n°21 - 12 km parcourus en 2020 | À l'origine Te 4/4 n°21 et renumérotée en 1977 en Ge 4/4 n°21 - 12 km parcourus en 2020 |                                                                      |
| Tm 2/2 | 90 85 827 0022-9                                                     | 1971                                                                 |                                                                      | -                                                                    | Anciennement Tm 2/2 n°22 - 197 km parcourus en 2020                                     | Anciennement Tm 2/2 n°22 - 197 km parcourus en 2020                                     |                                                                      |
| Tm 2/2 | 90 85 827 0023-7                                                     | 1989                                                                 |                                                                      | -                                                                    | Anciennement Tm 2/2 n°23 - 4 228 km parcourus en 2020                                   | Anciennement Tm 2/2 n°23 - 4 228 km parcourus en 2020                                   |                                                                      |
| Voitures |                                                                      |                                                                      |                                                                      |                                                                      |                                                                                         |                                                                                         |                                                                      |
| AB | 90 85 827 3031-1                                                     | 2016                                                                 |                                                                      | -                                                                    | Anciennement AB n°3031 - 121 395 km parcourus en 2020                                   | Anciennement AB n°3031 - 121 395 km parcourus en 2020                                   |                                                                      |
| AB | 90 85 827 3032-9                                                     | 2016                                                                 |                                                                      | -                                                                    | Anciennement AB n°3031 - 109 609 km parcourus en 2020                                   | Anciennement AB n°3031 - 109 609 km parcourus en 2020                                   |                                                                      |
| AB | 90 85 827 3033-7                                                     | 2016                                                                 |                                                                      | -                                                                    | Anciennement AB n°3031 - 119 794 km parcourus en 2020                                   | Anciennement AB n°3031 - 119 794 km parcourus en 2020                                   |                                                                      |
| Bt | 90 85 827 0051-2                                                     | 1983                                                                 |                                                                      | -                                                                    | Anciennement Bt n°51 - 14 923 km parcourus en 2020                                      | Anciennement Bt n°51 - 14 923 km parcourus en 2020                                      |                                                                      |
| Bt | 90 85 827 0055-3                                                     | 2007                                                                 |                                                                      | -                                                                    | Anciennement Bt n°55 - 16 523 km parcourus en 2020                                      | Anciennement Bt n°55 - 16 523 km parcourus en 2020                                      |                                                                      |
| Détail des anciens véhicules disponible dans l'article Transports Vallée de Joux, Yverdon-les-Bains, Sainte-Croix |                                                                      |                                                                      |                                                                      |                                                                      |                                                                                         |                                                                                         |                                                                      |